# Tapinauchenius subcaeruleus
Tapinauchenius subcaeruleus là một loài nhện trong họ Theraphosidae.
Loài này thuộc chi Tapinauchenius. Tapinauchenius subcaeruleus được miêu tả năm 1997 bởi Bauer & Antonelli.